# نباض بصري
النباض البصري هو نجم نباض يمكن رصدة في الطيف المرئي.والنجوم النابضة البصرية تشكل مجموعة فرعية صغيرة جدا من النجوم النابضة المعروفة.وهناك عدد قليل جدا من النباضات البصرية المعروفة: النجم النابض البصري الأكثر شهرة هو نباض السرطان ينبض مرة واحدة كل 33 ميلي ثانية، أو 30 مرة في الثانية الواحدة تم رصدة باستخدام تقنية تأثيرات استروبسكوبية في عام 1969، بعد وقت قصير من اكتشافه في موجات الراديو، في مرصد ستيوارد.نباض فيلا رصد في عام 1977 في المرصد الفلكي الأسترالي، وكان أخفت نجم يتم تصويرة في ذلك الوقت.
يسرد شيرر وغولدن (2002) ستة نبضات بصرية:
| اسم النجم النابض                      | قدر ظاهري (B) |
| ------------------------------------- | ------------- |
| نباض السرطان                          | 17            |
| نباض فيلا                             | 24            |
| PSR B0540-69 (في سحابة ماجلان الكبرى) | 23            |
| PSR B0531+21                          | 18            |
| PSR B0656+14                          | 26            |
| نباض التوأم                           | 25.5          |
| PSR B1509-58 (*)                      | 25.7          |